# Weißwein

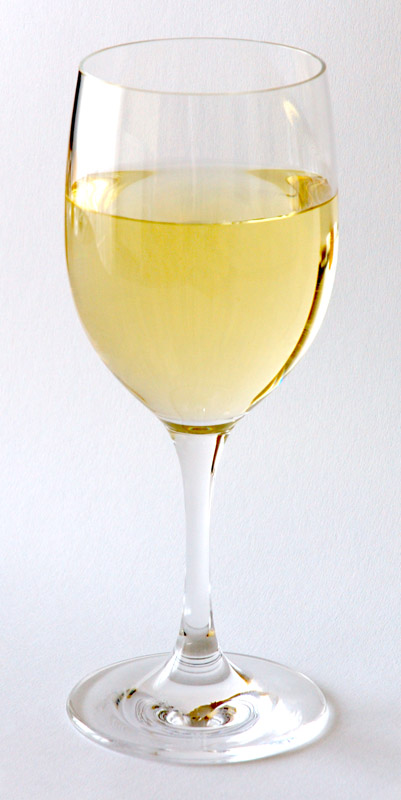
Glas mit Weißwein

Weißwein ist ein Wein, der durch alkoholische Gärung des Saftes weißer Weintrauben entsteht. Die Farbe der Beerenhaut kann dabei grün, gelb, grau und hellrot sein. Neben der Farbe der Trauben unterscheidet sich Weißwein auch im Herstellungsprozess von Rotwein, bei dem nicht nur der Saft, sondern die gesamte Maische vergoren wird.
Das Fruchtfleisch der Beeren enthält nur wenig Farbstoffe. Mit Ausnahme der Färbertraube, einer Rotweinsorte, befinden sich die farbgebenden Pigmente ausschließlich in der Beerenschale. Durch das frühzeitige Abpressen des Beerensafts wird eine Extraktion der Farb- und Bitterstoffe aus der Beerenschale weitgehend vermieden. Dadurch erzielt ein Winzer die strohgelbe bis goldgelbe Farbe des Weins. Die große Vielfalt der Weißweine ergibt sich aus dem Zusammenspiel der verfügbaren Rebsorten, diversen Verfahren in der Weinherstellung sowie verschiedenen Restzuckergehalten.
Weiße Rebsorten werden in praktisch allen Weinbauregionen angebaut. Zur Schaffung süßer Weißweine wird die alkoholische Gärung vor der Umsetzung des gesamten Zuckergehalts des Mosts in Alkohol unterbrochen. Weißwein ist auch der Grundwein des überwiegenden Anteils der Schaumweine. Beim Schaumwein wird die bei der Gärung entstehende Kohlensäure im Wein in Lösung gehalten. Nach Öffnen der Flasche weicht das Kohlendioxid aus dem Wein und ergibt das Schäumen des Weins im Glas.

## Geschichte

### Altertum

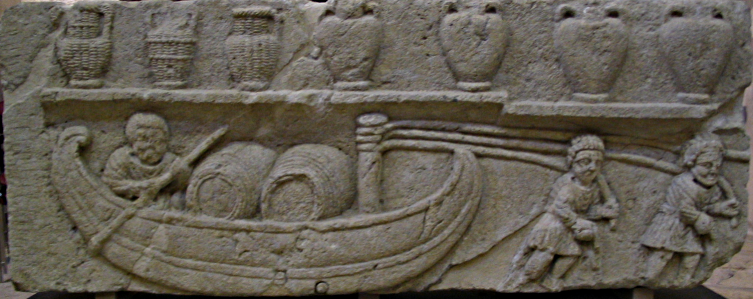
Weinhandel zu gallo-römischer Zeit. Das Meer und die schiffbaren Flussläufe stellten dabei die wichtigsten Transportwege dar.

Der Ampelograph Pierre Galet veröffentlichte bereits früh seine These, dass die weiße Rebsorten aus einer Mutation roter Sorten entstanden. Im Jahr 2007 identifizierten australische Forscher mit den Genen VvMYBA1 sowie VvMYBA2 jene Schalter, die die Farbe der Rebsorten bestimmen. VvMYBA1 und VvMYBA2 wurden bislang in allen roten Rebsorten gefunden und lassen somit den Schluss einer gemeinsamen Herkunft zu. Der Verlust eines (insbesondere des Gens VvMYBA1) oder beider Gene führt zu einem Verlust der roten Farbe. Die Rebsorten Spätburgunder, Grauburgunder und Weißburgunder sind Beispiele nahezu identischer Rebsorten, die sich lediglich durch die Farbgebung der Beeren unterscheiden. Wegen der komplizierteren Herstellverfahren von Weißweinen sowie des späteren Auftretens weißer Sorten gilt es als sicher, dass die ersten Weine Rotweine waren. Eine Festlegung des Zeitpunkts, ab wann auch Weißweine hergestellt wurden, ist derzeit nicht möglich. Die frühesten Zeugnisse von Weinbau finden sich in Form von Beerenkernen. Über die Analyse des Beerenkerns kann zwar die Zweckbestimmung des Obstes zu jener Zeit zurückverfolgt werden, sie lässt jedoch keinen Rückschluss auf den Weintyp zu.
Schriftliche Zeugnisse von Weißwein liegen jedoch bereits aus dem antiken Griechenland (→ Geschichte des Weinbaus in Griechenland) vor. Hippokrates von Kos sprach dem Wein im Allgemeinen heilende Wirkungen zu und setzte ihn als Desinfektionsmittel, als Schmerzmittel und bei Herz-Kreislauf-Erkrankungen ein. Seinen Schilderungen kann entnommen werden, dass er bereits zwischen einem weinigen und einem bitteren Weißwein unterschied.
Die Römer übernahmen später viele der griechischen Weinbautechniken. Die Eroberung nördlicher Regionen führte zur Erschaffung von Weinbergen bis an den Rhein und die Mosel. Der Weinbau kam zuerst von der Mosel in die Beckenlandschaft zwischen Koblenz und Neuwied. Dort wurden zunächst ebene Weingärten betrieben, was archäologische Funde in der Gemarkung Miesenheim bei Andernach beweisen. Im 4. Jahrhundert erfolgte der Bau des römischen Kastells Baudobriga an der römischen Rheintalstraße. Venantius Fortunatus, der in Metz am Hofe von König Sigibert I. lebte, berichtet in seinem Gedicht De navigio suo („Über seine Schiffsreise“) aus dem Jahre 588 von einer Fahrt die Mosel hinab nach Andernach und Leutesdorf mit dem jungen Merowingerkönig Childebert II. (570–595):
„Rasch zu den Mauern hinan an Andernachs Festung Fahr ich dann nahe hinan, weiter getragen vom Boot. Stehn auf den Hügeln dahier in geräumigen Reihen die Reben, Dehnt Acker sich fruchtbar ans andere Gestad.“

### Mittelalter

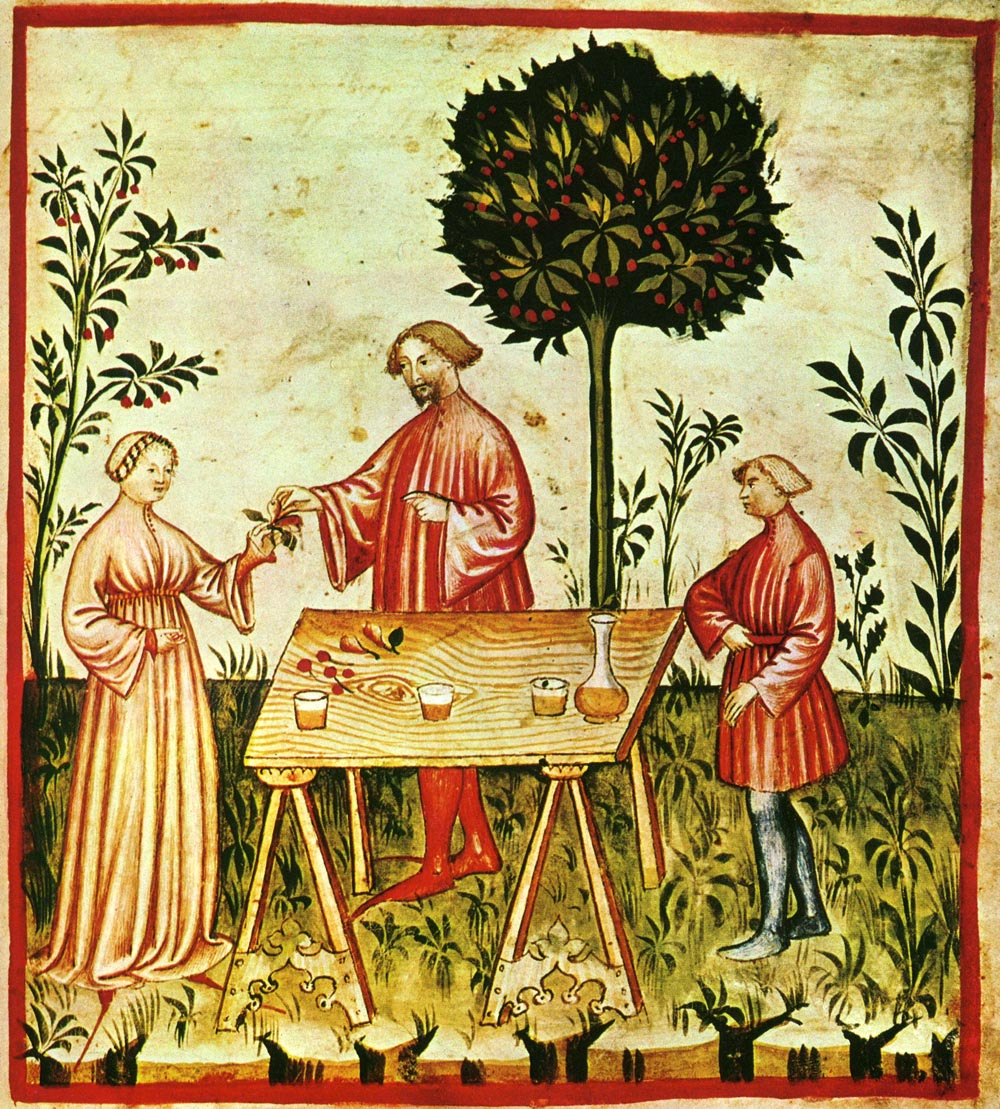
Weißwein zu Ende des Mittelalters

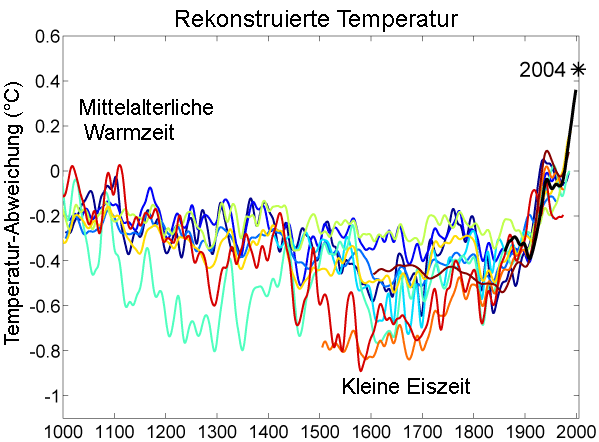
Rekonstruierter Temperaturverlauf der letzten 1000 Jahre nach verschiedenen Quellen

Motor des europäischen Weinbaus waren die Klöster. Im Mittelalter wurde Wein hauptsächlich zur Sicherstellung der Liturgie angebaut. Die Heilige Messe ohne Messwein war unmöglich. Dieser Wein war überwiegend Rotwein, wesentlich seltener aber auch Weißwein. Bei der Kultivierung von Wein in Klöstern sowie einer günstigen Klimaveränderung ab dem 12. Jh. gelang es, Wein in beträchtlichen Mengen herzustellen. Da Rebsorten zur damaligen Zeit nur nach der Farbe rot, weiß oder schwarz sowie in der Qualität hunnischer oder frenscher Wein unterschieden wurden und darüber hinaus auch noch im Mischsatz angebaut wurden, waren die Farbe und der Geschmack des Weins eher Glückssache. Im Jahr 1478 wurde von Papst Sixtus IV auch Weißwein als Messwein offiziell zugelassen.
Die zur Verfügung stehenden Handelswege beschränkten sich auf den Seeweg, schiffbare Flüsse sowie in bescheidenerem Ausmaß auf gut ausgebaute Landwege. In Frankreich profitierten die Weinbaugebiete Bordeaux und Charente von den Häfen in Bordeaux und La Rochelle. Von La Rochelle wurden säurereiche Weißweine nach Holland verschifft, die dort zu Weinbrand weiterverarbeitet wurden. Diese Vermarktungschance ermöglichte später den Aufbau des Weinbaugebiets, das dem Weinbrand Cognac zuarbeitete. Weiter nördlich von La Rochelle bildeten sich rund um die Stadt Nantes die zur Weinbauregion Loire gehörenden Appellationen Muscadet und Gros Plant du Pays Nantais. Von Bordeaux gingen indes große Mengen des Clairet genannten Rotweins nach England. Er wurde als Clairet bezeichnet, weil er damals gegenüber den mächtigen, dunklen spanischen und portugiesischen Weinen leichter und heller war.
Einige Anrainergebiete des Mittelmeers profitierten in erheblichem Maße von den Kreuzzügen. Dies gilt insbesondere für die rivalisierenden Republiken von Venedig und Genua. Beide Seemächte unterstützten die Kreuzfahrer und bauten ihren Einfluss an Land und auf See aus. Durch den Seehandel und ihre Faktoreien (Handelsniederlassungen) im Ausland sowie ihre Kolonien erwarben die Republiken schnell Reichtum und Macht. Über den Hafen von Monemvasia exportierten die Venezianer den als Malvasier bekannten Weißwein und trugen zum einen zur Versorgung der Kreuzritter und zum anderen zum Bekanntwerden dieses Weintyps in Europa bei. Darüber hinaus gilt die These, dass die Kreuzritter die Muskatellerreben nach Europa brachten. Die alkoholreichen Malvasier und Muskatellerweine eigneten sich wegen des hohen Alkoholgehalts und der damit einhergehenden Stabilisierung des Weins hervorragend zum Export.
Vom 9. bis ins 14. Jahrhundert herrschte darüber hinaus ein vergleichsweise mildes Klima. Diese Periode wird auch Mittelalterliche Warmzeit oder Mittelalterliches Klimaoptimum genannt. Regional und zeitlich versetzt lag die Jahresdurchschnittstemperatur in dieser Zeit um wenige Zehntel- bis zu 1,0 Grad Celsius höher als gewöhnlich. Durch das warme Klima begünstigt, wuchs die Bevölkerung überall stark an. In ganz Europa blühte der Weinbau. Die meisten Rebflächen entstanden in der Nähe der Städte, um den lokalen Markt beliefern zu können. Nicht zuletzt, weil der Wein wegen seines Alkoholgehaltes oft keimärmer und sauberer als Wasser war, stieg seine Beliebtheit noch weiter.
Vor dem Dreißigjährigen Krieg erlangte die Rebfläche in Deutschland das größte Ausmaß der Geschichte. Umfangreiche Weingärten wurden auch in klimatisch ungünstigen Gebieten angelegt. Über die Qualität der Weine dieser Regionen ist wenig bekannt. Die Existenz dieser Weinberge war mehr der Notwendigkeit geschuldet, den Wein als wichtiges liturgisches Mittel zur Verfügung zu haben, als der Qualität des Produkts.

### Renaissance

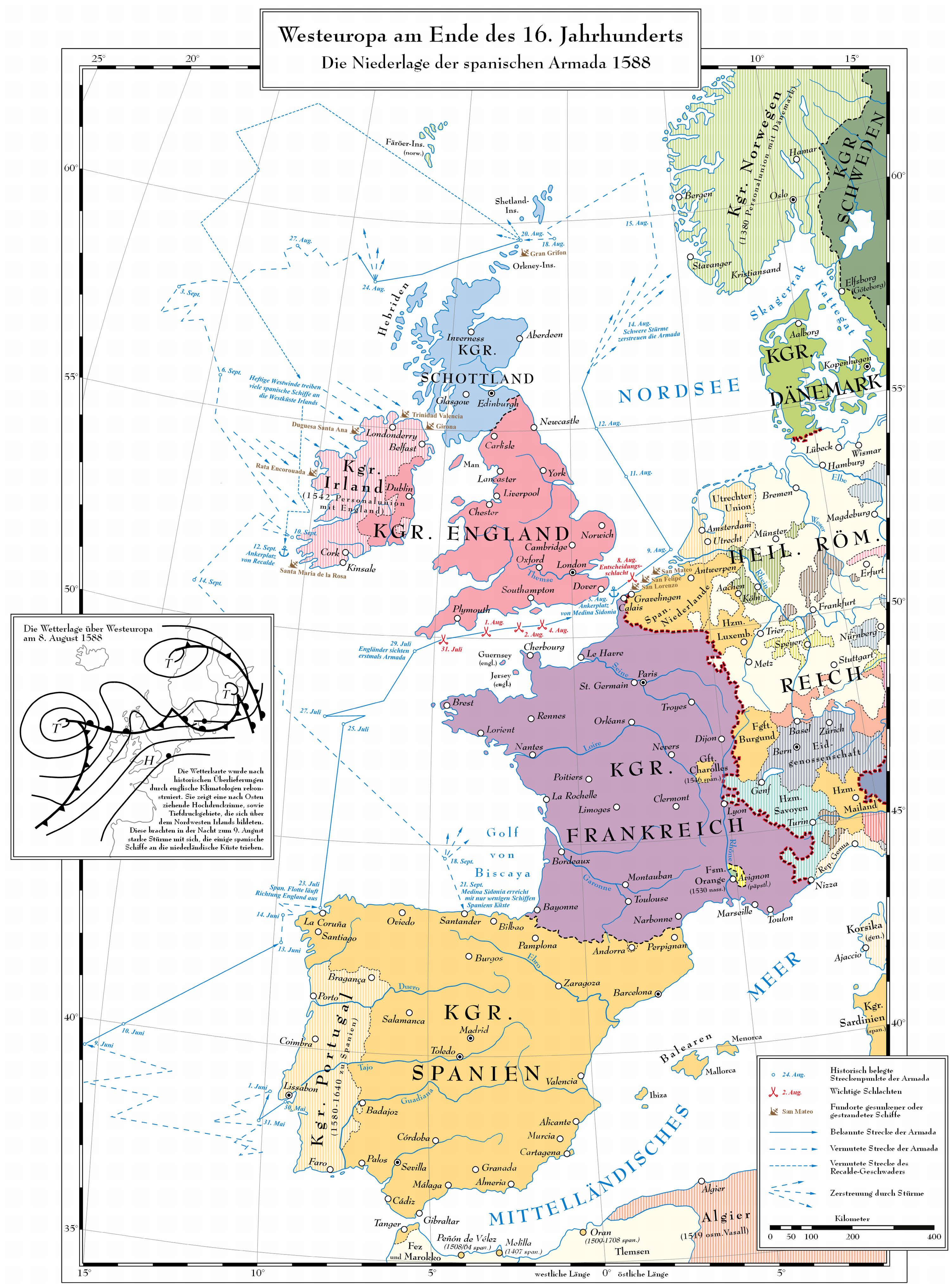
Selbst der Untergang der spanischen Armada konnte den Export spanischer Weine nach England nicht ernsthaft gefährden.

Im 15. Jahrhundert dominierten die iberischen Reiche und das Osmanenreich zunehmend den Mittelmeerraum. Die Situation für die Republiken Venedig und Genua verschlechterte sich schlagartig. Ausschlaggebend für ihren Niedergang als Handelsmächte und damit als europäische Machtfaktoren war der im Zeitalter der Entdeckungen zunehmende Bedeutungsverlust des Handels in der Levante und der damit einhergehende Aufstieg neuer Mächte. In Spanien wurde am 2. Januar 1492 die letzte maurische Festung bei Granada erobert. Mit der Vertreibung der Mauren von der Iberischen Halbinsel (die sogenannte Reconquista) und der Entdeckung Amerikas durch Christoph Kolumbus im Jahr 1492 stieg Spanien vorübergehend zu einer christlichen Weltmacht auf. Es gelang den Bewohnern der iberischen Halbinsel, statt Weine des östlichen Mittelmeers eigene Weine nach England und Holland zu exportieren. Vom Hafen Sanlucar de Barrameda wurden große Mengen Weißwein verschifft. Diese Weine gelten als die Vorgänger des Sherry. Insbesondere in England war dieser Wein unter dem Namen sack sehr beliebt.
Selbst der Krieg mit England und die Niederlage der Spanischen Armada konnten den Export spanischer Weine nach England kaum schwächen.
In diese Zeit fällt auch der Beginn des Weinbaus in Mexiko, Peru und später auch in Chile.

### Neuzeit

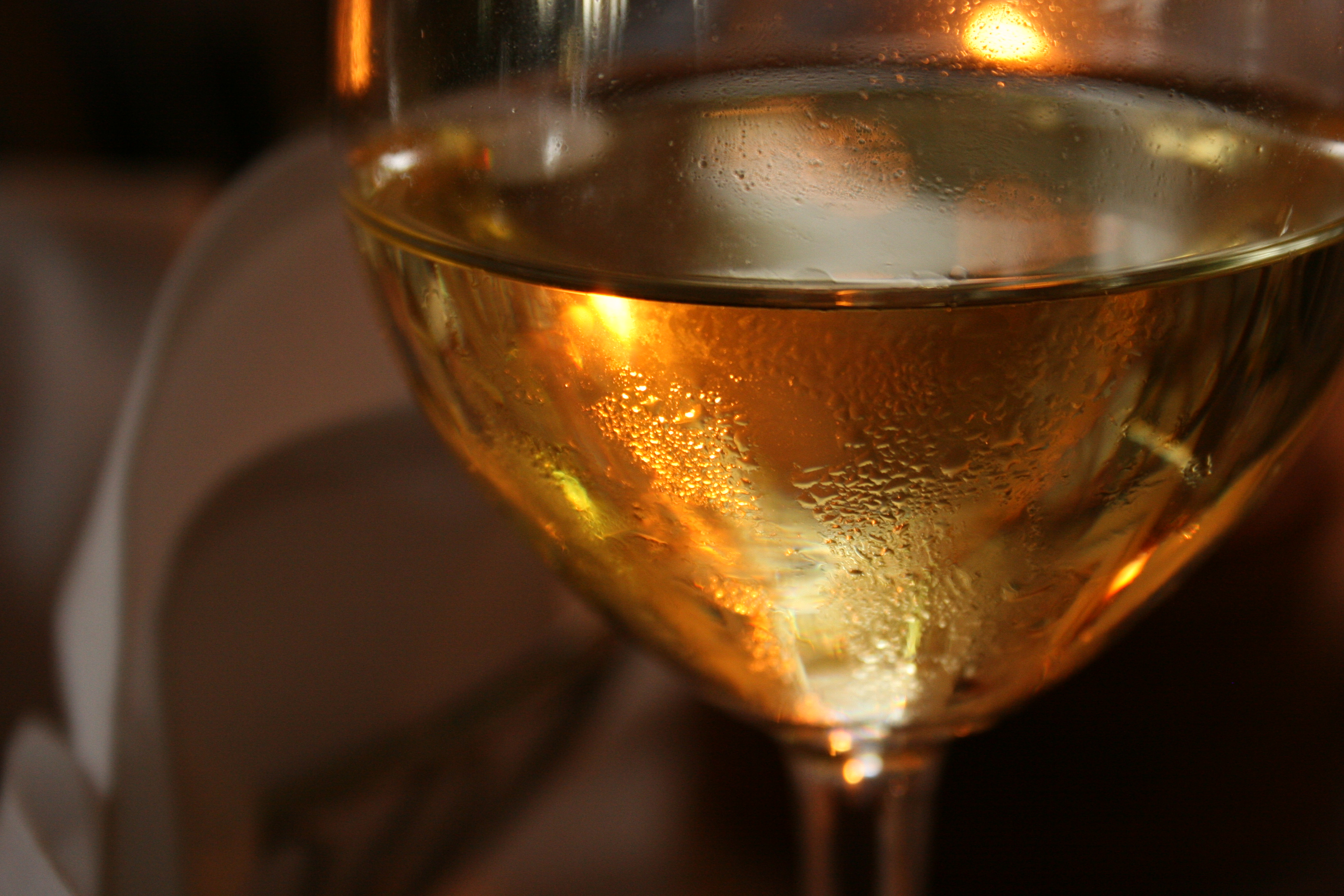
Ein Glas Süßwein

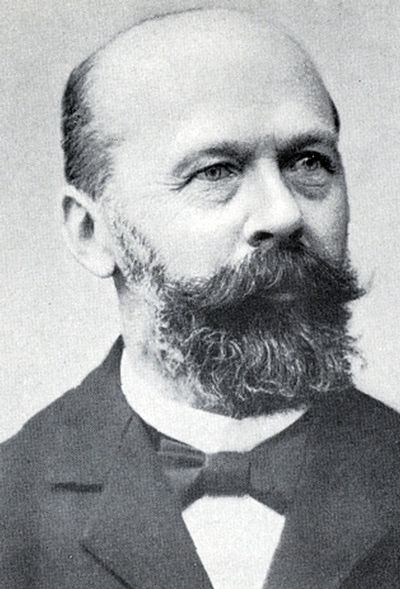
Hermann Müller

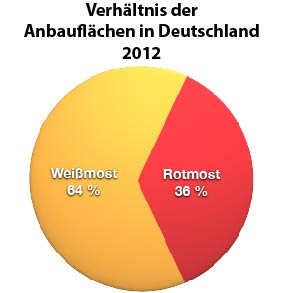
Verhältnis der Rebflächen in Deutschland 2012
(Quelle: Statistisches Bundesamt)

Die Entdeckung der Nutzung edelfauler Beeren kann in Ungarn bis in die Mitte des 17. Jahrhunderts zurückverfolgt werden. Der Tokajer galt damals als einer der besten Süßweine Europas.
Der Begriff der Spätlese entstand 1775 im Rheingau. Den Weingütern dort wurde damals die Leseerlaubnis von den Gemeinden vorgeschrieben. Eine Ausnahme bildete jedoch das Schlossgut Johannisberg, das zum Besitz des Bistums Fulda gehörte. Die Johannisberger Mönche mussten die Erlaubnis zur Weinlese direkt vom Fuldaer Fürstbischof einholen. Sie schickten deshalb einen berittenen Boten nach Fulda, doch in jenem Jahr verspätete sich die Rückkehr des Boten aus unbekannten Gründen. Obwohl die Mönche die Ernte für verloren hielten, brachten sie die Trauben dennoch ein. Als sie im darauffolgenden Frühjahr den jungen Wein verkosteten, waren sie von dessen hervorragender Qualität überrascht.
Der bewusste Einsatz edelfauler Beeren im bordelaiser Weinbaugebiet Sauternes kann im Weingut Château La Tour Blanche auf das Jahr 1836 datiert werden. Bereits 100 Jahre zuvor hatte man die Lese auf späte Termine gelegt, um höhere Zuckergehalte zu erreichen.
Ab 1670 wurden die Weichen für den heute bekannten Champagner gestellt: Aus dem ursprünglich stillen Weißwein wurde ein Schaumwein. Im 17. Jahrhundert hatte man begonnen, den Wein bereits im Anbaugebiet in Flaschen zu füllen, um seine Frische zu erhalten, da der dünne und säuerliche Wein den Transport im Fass nicht gut überstand. Wegen des frühen Abfüllens gärte der Wein in den Flaschen weiter, ohne dass dies beabsichtigt war. Hätten die Engländer diesen sprudelnden Wein nicht sehr gemocht, wäre die Flaschenabfüllung vermutlich wieder abgeschafft worden. Im 19. Jahrhundert entwickelte sich der Champagner zu einem weltweit verbreiteten Luxusgetränk. Zur Markenbildung trugen die Flaschenetiketten bei, die ab 1830 aufkamen. Der Wein gewann in der Folgezeit immer mehr Freunde an den königlichen Höfen Frankreichs und Englands.
Im Jahr 1872 wurde die Forschungsanstalt Geisenheim gegründet. Verschiedene international bekannte Wissenschaftler haben dort gearbeitet, beispielsweise Hermann Müller (1850–1927), der Leiter der Pflanzenphysiologischen Station der Forschungsanstalt. Er war auch Gründer der Eidgenössischen Forschungsanstalt für Obst-, Wein- und Gartenbau in Wädenswil/Schweiz und züchtete in Geisenheim 1882 die Müller-Thurgau-Rebe, die erfolgreichste Reb-Neuzüchtung weltweit. Heinrich Birk war als erfolgreicher Rebzüchter bekannter Rebsorten wie Ehrenfelser vor und nach dem Zweiten Weltkrieg in Geisenheim tätig.
Nach dem Zweiten Weltkrieg breitete sich der Qualitätsweinbau auch in Gebiete aus, in denen die Winzer bislang durch zu hohe Temperaturen bei der Vergärung auf technische Schwierigkeiten stießen. Zu den Vorreitern dieser Tendenz gehörten Kalifornien und Australien. Insbesondere in großen Gärbehältern können die Temperaturen auf weit über 35 °C steigen. Ab einer Temperatur von 40–45 °C sterben die Hefen jedoch ab und es kommt zu einer ungewollten, qualitätsmindernden Gärunterbrechung. Insbesondere in Kalifornien wurde die temperaturgeführte Gärung perfektioniert. Diese Technik erzeugt aromatische und dennoch kräftige Weißweine. Dies war bislang eher den nördlich gelegenen, kühlen Weinbaugebieten auf natürliche Weise vorbehalten. Zwischen 1960 und 1990 wurden die kalifornischen Methoden in Europa verbreitet angewandt und beeinflusste damit den Weintypus, den wir kennen, nachhaltig.

## Weinbaugebiete
Weißwein wird in nahezu allen Weinbaugebieten der Erde produziert. Einen Produktionsschwerpunkt bildet er jedoch in Gebieten mit kühlem Weinbauklima. Weiße Rebsorten benötigen weniger Wärme und Licht zur Erreichung der Vollreife als rote Rebsorten. Der Aufbau der Anthocyane dunkler Sorten verschlingt große Mengen an Sonnenenergie. Andererseits spielt der Reifezustand der Tannine in hellen Rebsorten nur eine untergeordnete Rolle, da durch die frühe Pressung eine Extraktion der Tannine verhindert wird. Darüber hinaus werden weiße Rebsorten häufig vor der phenolischen Reife geerntet, um einen ausreichend hohen Säuregehalt zu garantieren. Das gustatorische Gleichgewicht eines Weißweins beruht im Wesentlichen auf dem Spiel zwischen Alkohol und Zucker auf der einen Seite und der Säure auf der anderen Seite.

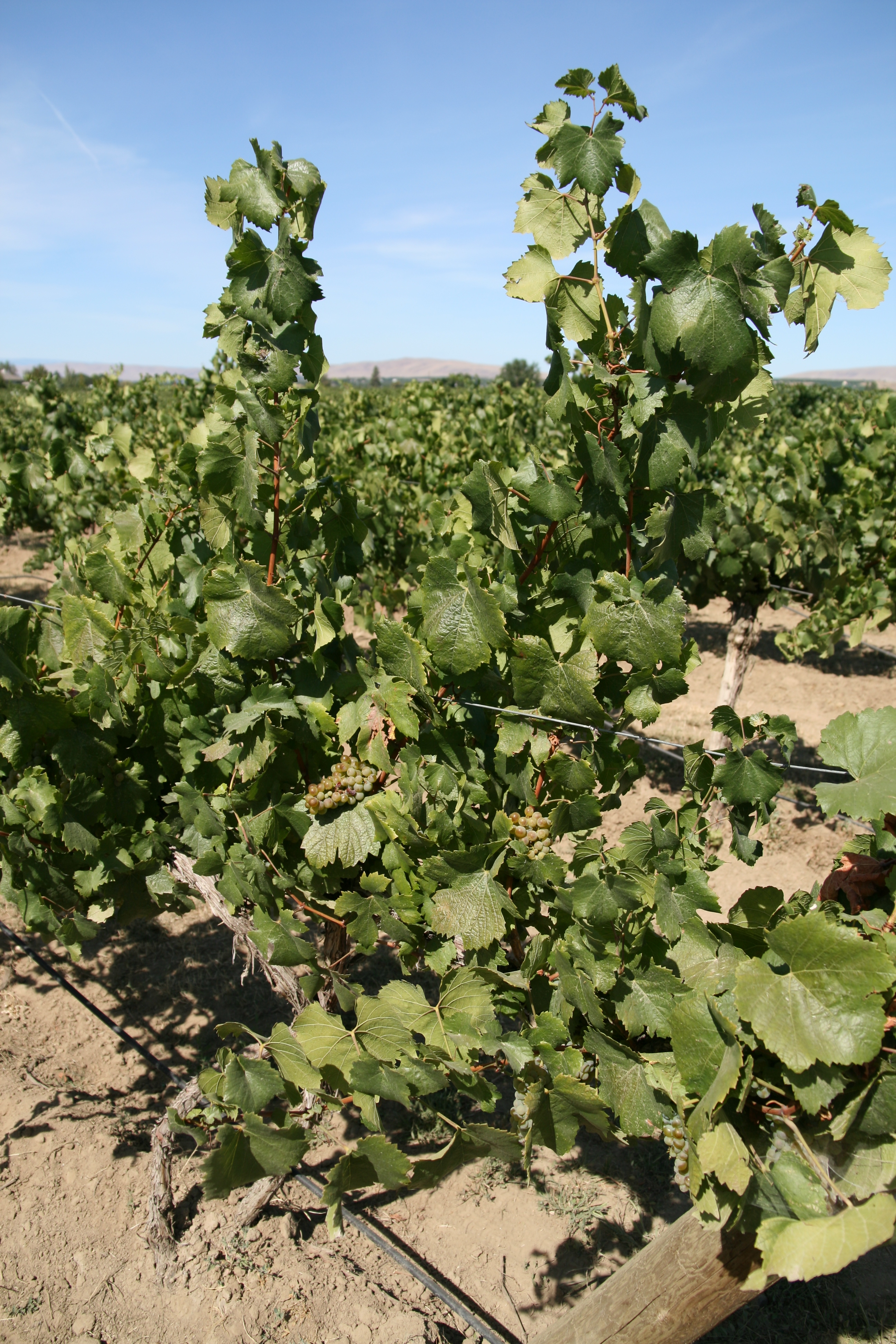
Riesling aus dem Bundesstaat Washington

In Europa liegt der Anteil weißer Rebsorten im Sortenspiegel der Weinbaugebiete von Deutschland, Österreich, Luxemburg und der Schweiz deutlich über 50 Prozent. Gleiches gilt für die nördlichen Anbaugebiete Frankreichs im Elsass, in der Champagne, im Jura sowie an der Loire. Eine Ausnahme bildet Spanien, wo trotz des warmen Klimas die Rebfläche weißer Sorten sehr hoch ist. Bedeutende Flächen gibt es im nördlichen Katalonien, wo ein Großteil des Weins zum Schaumwein Cava verarbeitet wird. In der zentral gelegenen Region Kastilien-La Mancha befinden sich enorme Rebflächen, die mit der spätreifenden Sorte Airén bestockt sind. Die Bestockungsdichte ist wegen der Trockenheit ausgesprochen gering: Während in nördlichen Gebieten je m² ein Rebstock steht, benötigt ein einziger Airén-Stock in dieser Region zwischen 6 und 10 m². In Italien ist der Anteil roter und weißer Rebsorten über das ganze Land gesehen sehr ausgewogen.
In den warmen Gebieten rund um das Mittelmeer werden in selteneren Fällen ebenfalls trockene Weißweine erzeugt. Dort bürgerte sich eine Kultur natürlicher oder aufgespriteter Süßweine bzw. Likörweine ein. Dazu zählen die französischen Vin Doux Naturel (mit den Appellationen Banyuls, Rivesaltes, Muscat de Rivesaltes, Maury, Muscat de Beaumes-de-Venise, Muscat de Saint-Jean-de-Minervois, Muscat de Frontignan, Muscat de Mireval, Muscat de Lunel, Muscat du Cap Corse und Rasteau), aber auch italienische Passito-Weine, Marsala, Portwein und Madeira.
In Deutschland wurden im Jahr 2012 Weißweinrebsorten auf einer Fläche von 63.723 Hektar angebaut. Die drei am häufigsten angebauten Rebsorten waren Riesling (22,4 %), Müller-Thurgau (12,8 %) und Silvaner (5,0 %) – jeweils in Prozent der gesamten bestockten Rebfläche. Deutschland ist damit weltweit führend beim Rieslinganbau (22.837 ha) vor USA (4.557 ha) und Australien (4.184 ha).

## Herstellung

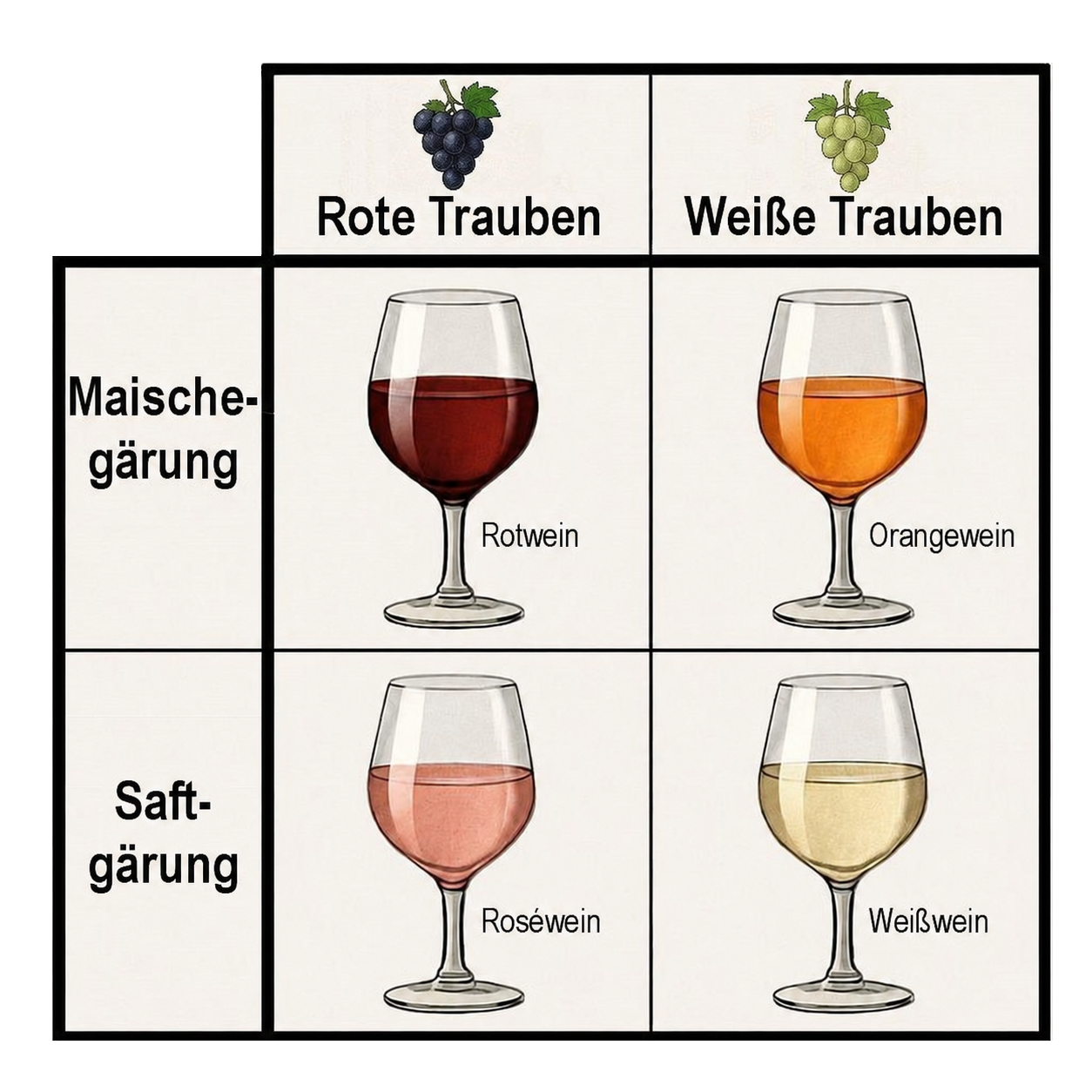
Vereinfachte Darstellung der vier Weinfarben – Rotwein, Orangewein, Roséwein, Weißwein

Im Fall der Weißweinbereitung besteht der frisch gepresste Most ausschließlich aus Traubensaft. Die Zusammensetzung des Safts ist sehr variabel und hängt von der Rebsorte, dem Anbaugebiet und der Anbaupraxis ab. Der Weißwein wird aus weißen oder roten Beeren mit hellem Fruchtfleisch hergestellt. Unmittelbar nach der Weinlese werden die Beeren gepresst. Der dabei gewonnene Traubensaft (auch Most genannt) wird vorgeklärt und durchläuft anschließend im Gärbehälter die alkoholische Gärung. Nach der Gärung wird der Wein nochmals geklärt, stabilisiert sowie unter Umständen geschönt.

### Weinlese

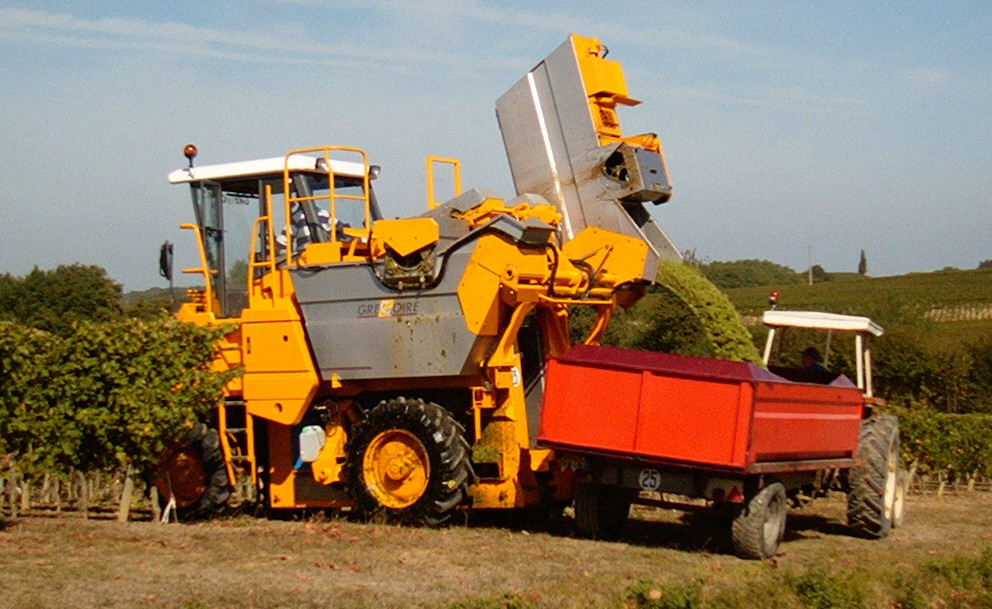
Das maschinell geerntete Lesegut wird in den Transporthänger gegeben.

Der angestrebte Reifegrad des Leseguts hängt wesentlich vom geplanten Endprodukt ab. Zur Herstellung restsüßer Dessertweine ist die Erzielung eines hohen Mostgewichts unabdingbar. Bei der Herstellung trockener Weißweine legt der Winzer mehr Wert auf die Aromen im Wein. In diesem Fall werden die Beeren zur Wahrung eines stützenden Säuregehalts einige Tage vor der Vollreife geerntet. Zu diesem Zeitpunkt liegt ein gutes Gleichgewicht von Säure und Zucker vor. Bei weiterer Reife nimmt der Säuregehalt ab und das Mostgewicht nimmt zu. Im Falle trockener Weine ergeben sich dann strukturarme und alkoholstarke Weine, denen es an frischen Aromen mangelt.

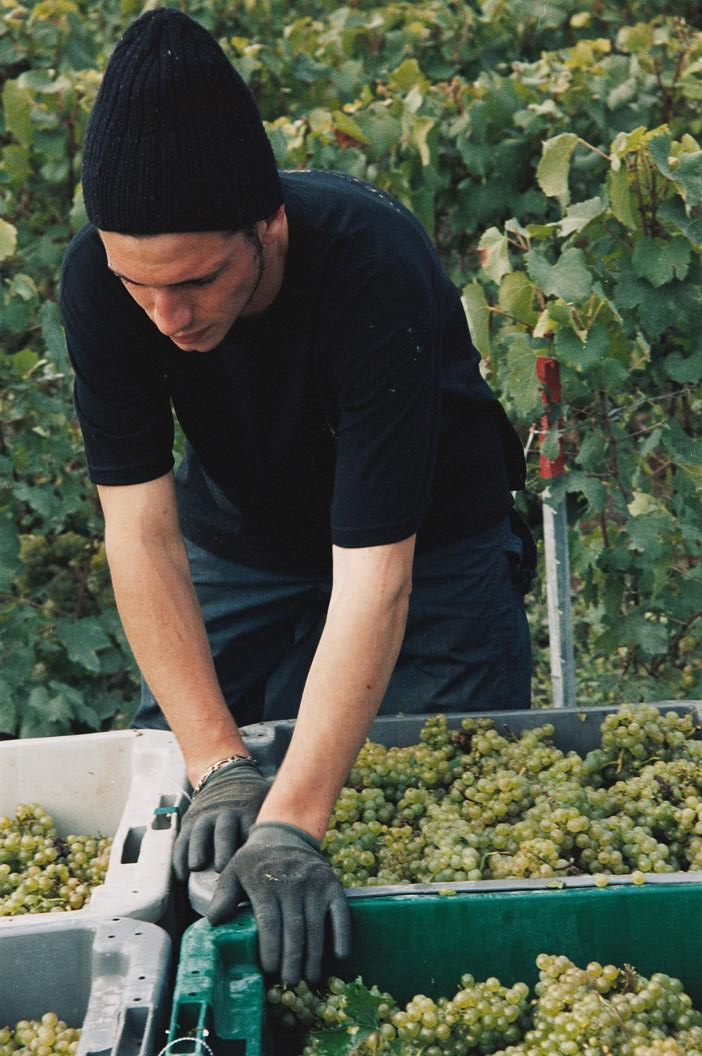
Handlese von Chardonnay-Trauben in der Champagne

Insbesondere beim Typus des trockenen Weins greifen die Winzer aus Kostengründen verstärkt auf den Einsatz der maschinellen Weinernte zurück. Da die einzelnen Beeren in diesem Fall vom Stielgerüst losgerüttelt werden, kommt es im Bereich des Beerenstielchens zu kleinen Verletzungen der Beeren. Es ist daher wichtig, dass die Beeren schnellstens im Weinkeller weiterverarbeitet werden, da es an den verletzten Stellen bereits binnen weniger Stunden zu einer spontanen Gärung kommen kann. Da die Gärung in diesem Fall nicht unter Sauerstoffausschluss stattfindet, kommt es schnell zur Bildung von Fehltönen und Weinfehlern. Ist der Weg zwischen Weinberg und Weinkeller groß, kann das Lesegut mit Trockeneis gekühlt werden oder unter einer inerten Stickstoffatmosphäre transportiert werden. Bei der Maschinenernte profitieren insbesondere Winzer warmer Anbaugebiete von den kühlen Temperaturen der Nacht oder früher Morgenstunden.
Eine Sonderstellung genießt die Lese von Beeren zur Herstellung von Süß- oder Dessertweinen. Da sich die Vollreife der Beeren nicht gleichmäßig am Rebstock einstellt, werden häufig in mehreren Lesegängen einzelne Trauben oder gar Beeren geerntet (die sogenannte Auslese). Kriterium ist ein hohes Mostgewicht und/oder der Befall der Beeren mit der Edelfäule Botrytis cinerea. Bei der Begrifflichkeit der Auslese ist jedoch Vorsicht geboten: Das im deutschen Weingesetz verankerte Prädikat Auslese bedeutet nicht, dass eine Selektion am Rebstock stattfand, sondern ist lediglich Ausdruck eines erzielten Mostgewichts. Wegen des Klimawandels und der Einführung frühreifender Neuzüchtungen können solche Zuckergehalte ohne Auslese erzielt werden.
Zur Gewinnung von Qualitäts-Schaumwein wird eine Handlese empfohlen. Unbedingt erforderlich wird sie bei der Ernte von roten Rebsorten, die zur Gewinnung von Blanc de Noirs vorgesehen sind.

### Keltern und Arbeitsschritte vor der Gärung
Der Prozess der Kelterung ist bei Weißwein technisch aufwendiger als von Rotwein, da nur der Saft zum Gären wird genutzt. Daher ist eine hohe Sauberkeit der Beeren nötig; der Saft muss möglichst klar sein. Bei Ankunft des Leseguts am Weinkeller kann der Winzer die Ware nochmals sichten und gegebenenfalls unerwünschte Elemente (faules Lesegut, unreifes Lesegut, Blätter, …) vor der Weiterverarbeitung entfernen. Von der Sorgfalt dieses Schrittes hängt die spätere Qualität des Weins ab. Das ist jedoch kostenintensiv und wird somit bei billiger Ware nicht durchgeführt.

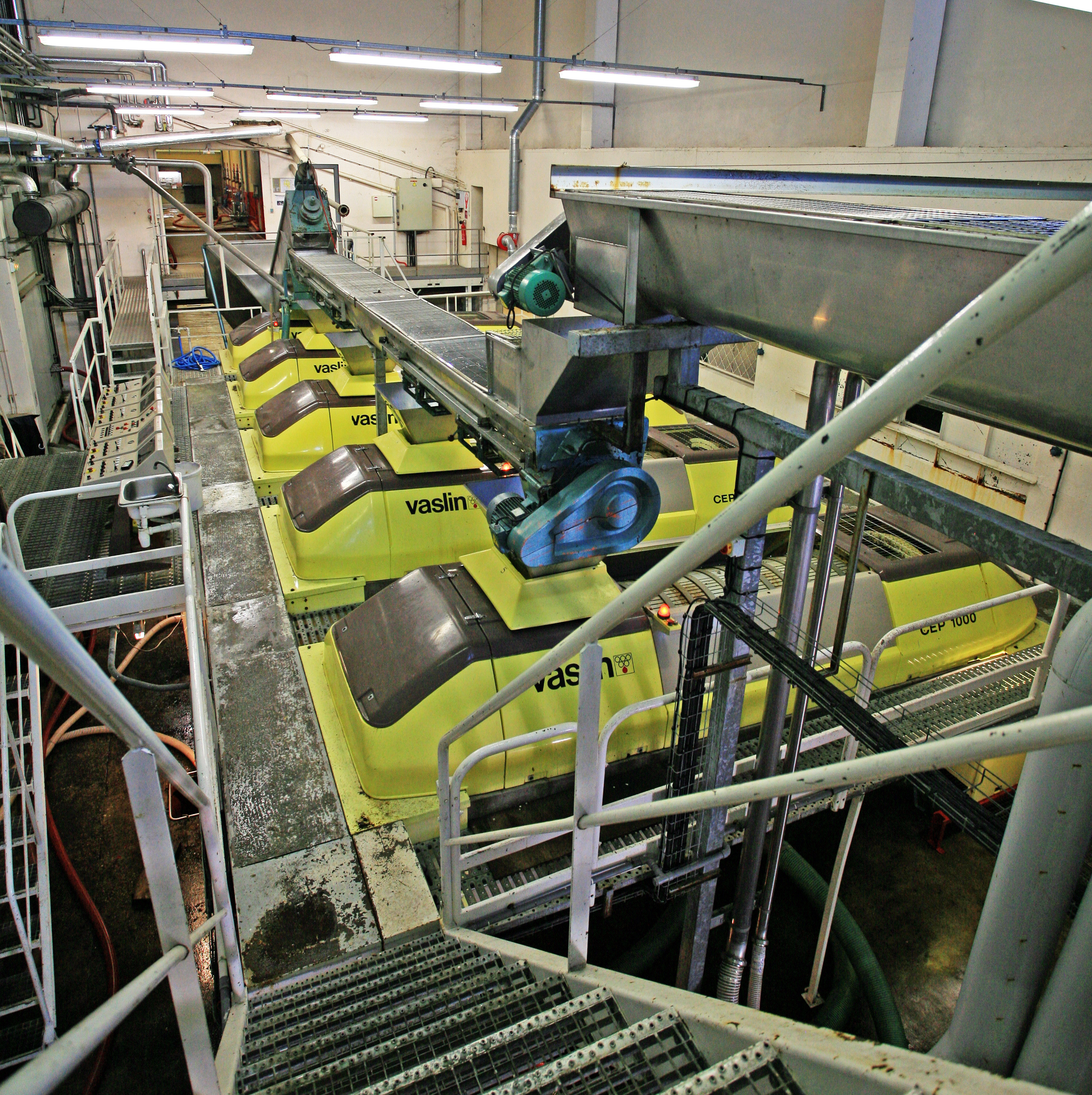
Eine Einheit mehrerer Traubenpressen

Die Hülsenmaischung (franz.: macération pelliculaire) ist eine Methode mit dem Zweck, aus den Hülsen der Weintrauben Geschmacksstoffe, Aromavorstufen und Phenole in den Most zu extrahieren. Sie ist eine angepasste Variante der Maischung, die bei der Bereitung von Rot- und Roséwein zur Anwendung kommt. Trockene Weißweine mit durchlaufener Hülsenmaischung werden häufig als ausgewogen, rund und mit angenehmem Mundgefühl beschrieben. Durch die verstärkte Aromaausbeute werden sie jedoch als nicht immer sortentypisch und weniger fein bewertet. Das Lesegut wird abgebeert und leicht gemahlen, da das Auslaugen des Stielgerüsts sonst zu unerwünschten Fehltönen führen würde. Die entstandene Maische wird entweder leicht geschwefelt oder unter ein Schutzgas wie Kohlenstoffdioxid oder Stickstoff gestellt. Bei niedriger Temperatur (5 bis 20 °C) verbleibt der Most während 4 bis 24 Stunden im Kontakt mit den Hülsen und den Kernen. Die niedrige Temperatur verhindert den ungewollten Start der alkoholischen Gärung während der Hülsenmaischung. Der Most wird durch die Hülsenmaischung mit Phenolen angereichert. Sie führt ebenfalls zu einer Entsäuerung des Mosts. Die Hülsenmaischung wird abgebrochen, ehe größere Mengen der bitteren oder farbgebenden Phenole in den Most gelangen.

### Gärung
Der vorgeklärte Traubensaft wird zur Vergärung in den Gärbehälter gegeben. Die Behälter sind mit Gärverschlüssen wie dem Gärröhrchen abgedichtet. Dem Winzer stehen eine Fülle von Behältern zur Verfügung, außer der Größe variiert auch das Material. Neben dem abgebildeten Edelstahl existieren Gärbehälter aus Eichenholz, aus epoxyharzbeschichtetem Beton, emailliertem Stahl sowie aus glasfaserverstärktem Kunststoff. Insbesondere bei großen Behältern kommt der Temperaturkontrolle eine wesentliche Bedeutung zu.

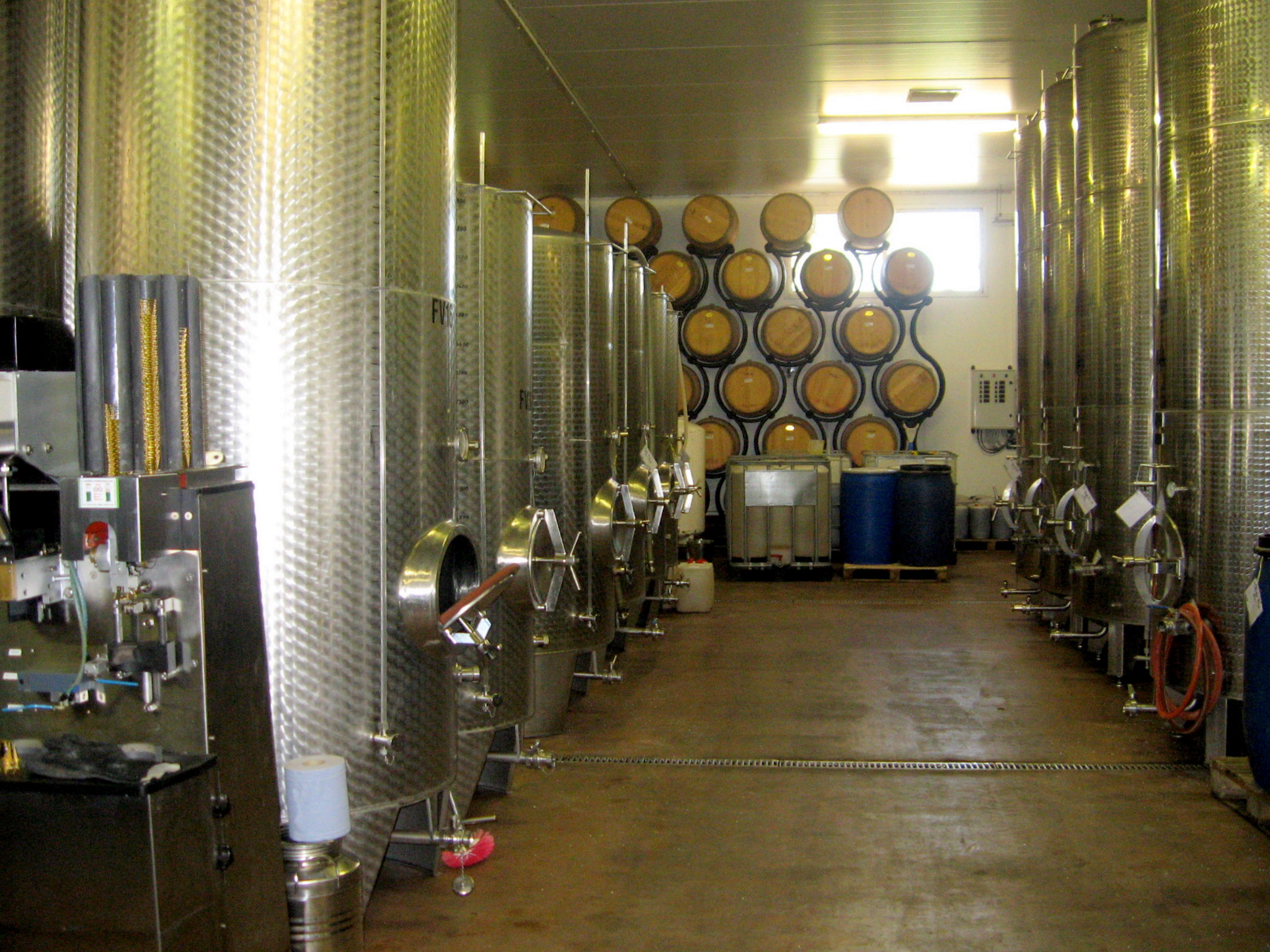
Gärbehälter aus Edelstahl im Vereinigten Königreich

Die alkoholische Gärung startet spontan und bedient sich der auf der Beerenschale angesiedelten Hefen. Die ungewisse Zusammensetzung dieser Hefestämme kann hinsichtlich der Qualität zu unvorhersehbaren Ergebnissen führen, wenn auch die sogenannte „wilde Gärung“ oder Spontangärung bei der traditionellen Hausobstweinbereitung angewendet wird. Bei den natürlichen Hefen handelt es sich immer um ein Gemisch von Hefen. Welche Hefe sich im Ansatz letztendlich durchsetzt, ist also ungewiss, somit ist die Qualität und der Geschmack des Endproduktes mehr oder weniger zufällig. Aus diesen Gründen verwendet man Reinzuchthefen, das heißt, man wählt einen geeigneten Hefestamm und überlässt die Gärung nicht dem Zufall.
Die Hauptgärung (auch stürmische Gärung genannt) dauert 6–8 Tage. In dieser Zeit wird der im Most enthaltene Zucker zu Alkohol umgesetzt. Während der Gärung kann sich die Flüssigkeit auf bis über 30 °C erwärmen. Dies hat zur Folge, dass sich die Hefen schneller vermehren und der Wein schneller durchgärt. Die meisten Weinerzeuger möchten dies verhindern und steuern die Temperatur der Gärflüssigkeit, um eine temperaturkontrollierte Gärung zu erreichen. Die meisten Winzer vergären Weißwein bei 15 bis 18 °C. Je länger die Gärung dauert, desto frischer und schlanker wirkt der Wein, umgekehrt wird der Wein kräftiger, wenn die Temperatur steigt. Dies ist auf die Gerb- und Aromastoffe, die Träger der Geschmacksstoffe, zurückzuführen, die bei höheren Temperaturen mit anderen Stoffen mehr reagieren.
Nach dem Gärvorgang erreichen die meisten Weine zwischen 8 und 13 Volumenprozent Alkohol; es gibt Ausnahmen, bis zu 17 Volumenprozent Alkohol lassen sich durch Gärung mit ausgewählten Hefestämmen erreichen. Außer Alkohol entstehen noch ungefähr 400 andere Verbindungen, die Einfluss auf den Geruch und den Geschmack des Weines haben. Solange sich der Most im Gärprozess befindet, wird er im deutschsprachigen Raum auch als Federweißer oder in Österreich als Sturm bezeichnet. Wenn der Most komplett durchgegoren wird, erhält man trockenen Wein. Wird die Gärung vorzeitig unterbrochen (Gärunterbrechung), erhält man je nach Menge des unvergorenen Restzuckers „halbtrockenen“ („lieblichen“) oder süßen Wein.
Nach der alkoholischen Gärung kann der Wein noch die malolaktische Gärung (auch biologischer Säureabbau oder BSA genannt) durchlaufen. Bei diesem durch Bakterien ausgelösten Vorgang kommt es zu einer Umwandlung der aggressiveren Äpfelsäure in die mildere Milchsäure. Der biologische Säureabbau ist beim Weißwein nur selten erwünscht, da der Wein zwar runder und wuchtiger wird, aber viel von seiner Aromenvielfalt verliert. In warmen Weinbaugebieten verliert der Weißwein mit dem Abbau der Säure seine Struktur und wirkt platt. Einigen Rebsorten schadet die malolaktische Gärung kaum und so durchläuft der Wein der Champagne fast immer den BSA. Der Schaumwein wird geschmeidiger und gewinnt an biologischer Stabilität. Bei restsüßen Weinen wird die malolaktische Gärung ebenfalls unterbunden, da ansonsten ein Teil des Restzuckers verstoffwechselt würde.

## Weißwein-Varianten

### Trockener Weißwein
Als trockener Weißwein gilt ein Wein, dessen Restzuckergehalt unterhalb 4 g/l liegt. In Deutschland kann dieser Gehalt in Funktion der Säure auch höher ausfallen. Der trockene Weißwein ist schwierig herzustellen, da sein natürliches Gleichgewicht lediglich auf den Parametern Säure und Alkoholgehalt beruht. Innerhalb der trockenen Weine findet man aromatische sowie eher neutrale Weine.

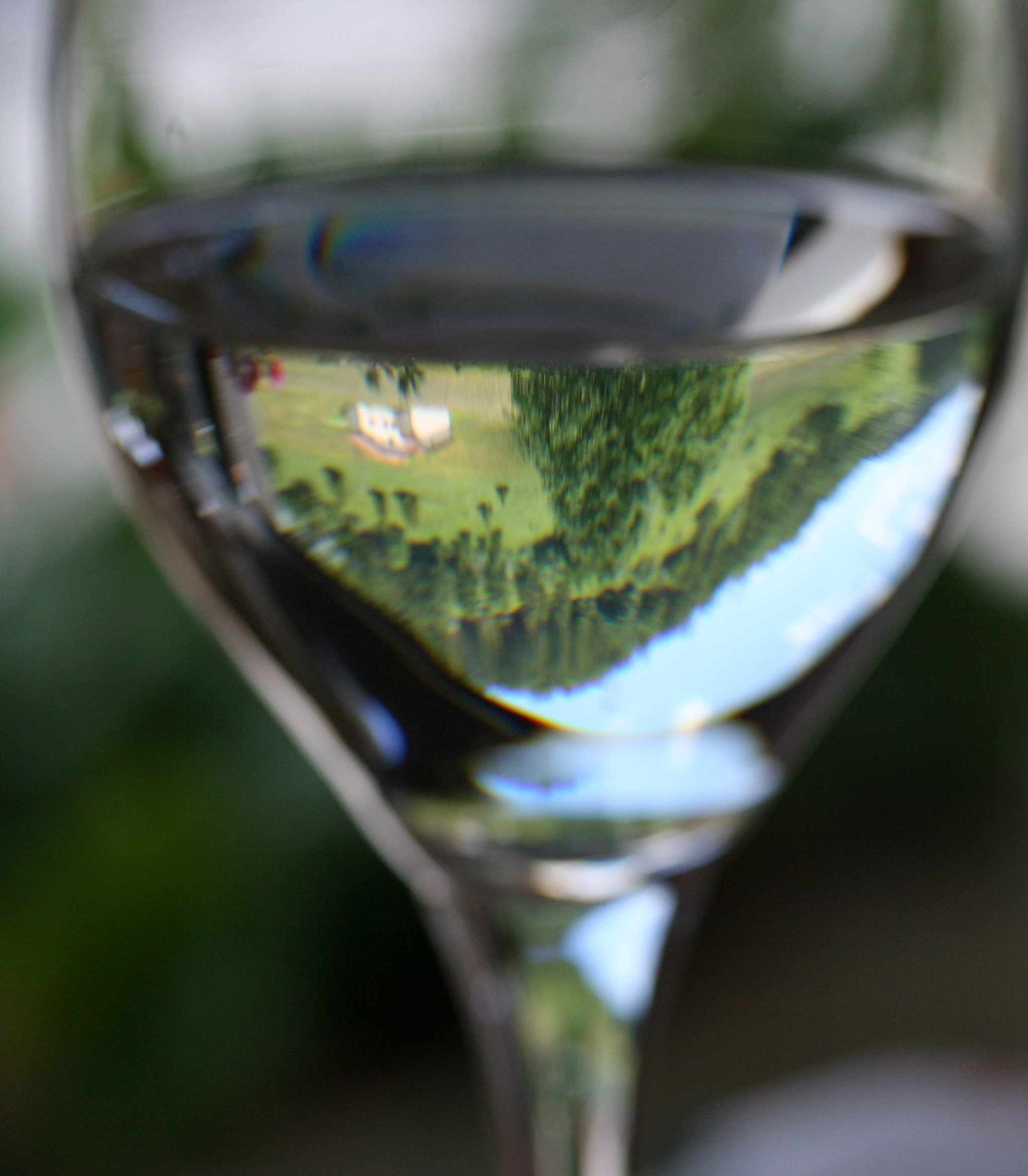
Ein Glas trockener Chablis
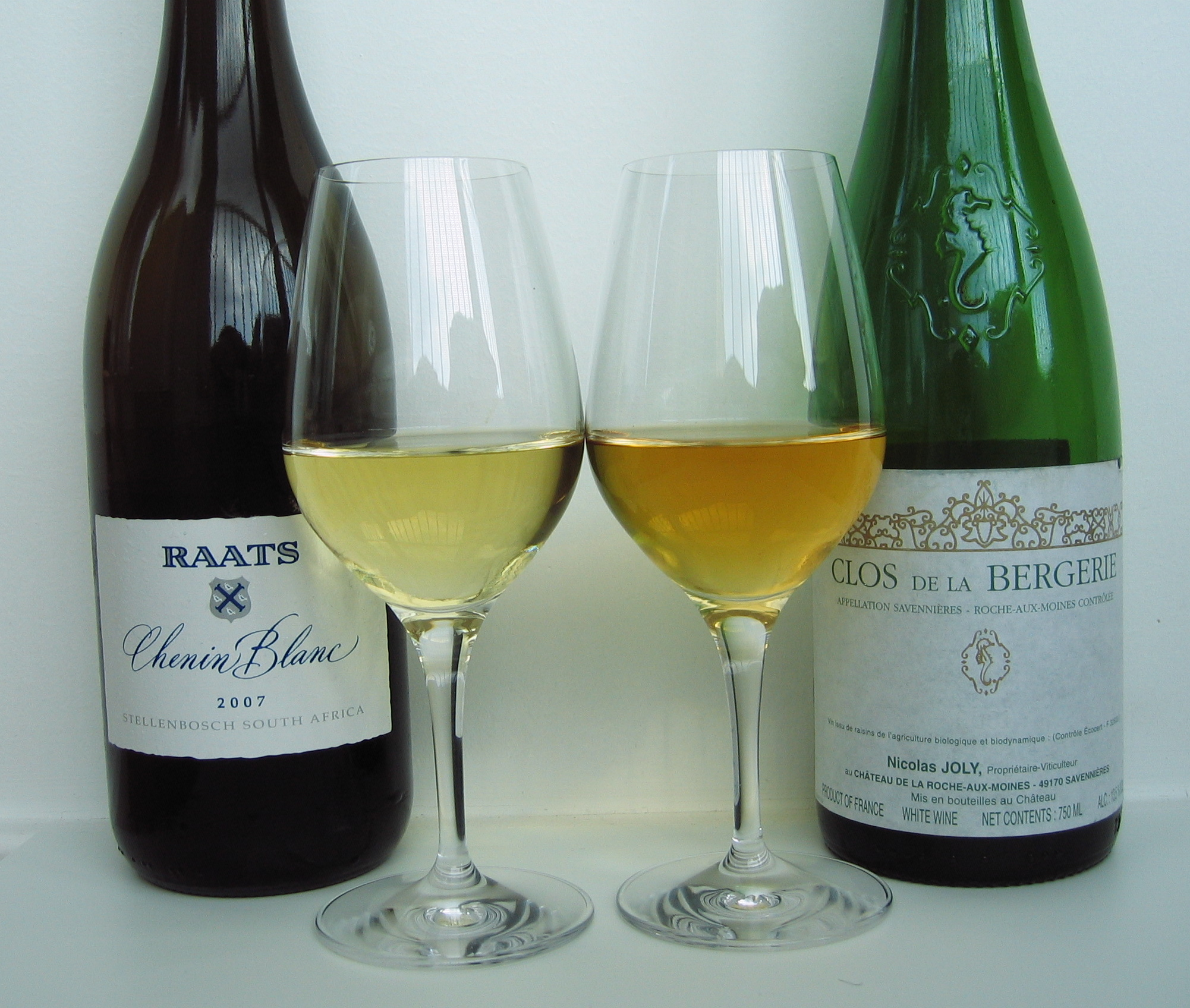
Vergleich eines Chenin-Weines aus Südafrika (links) mit einem Chenin von der Loire (Appellation Savennières)
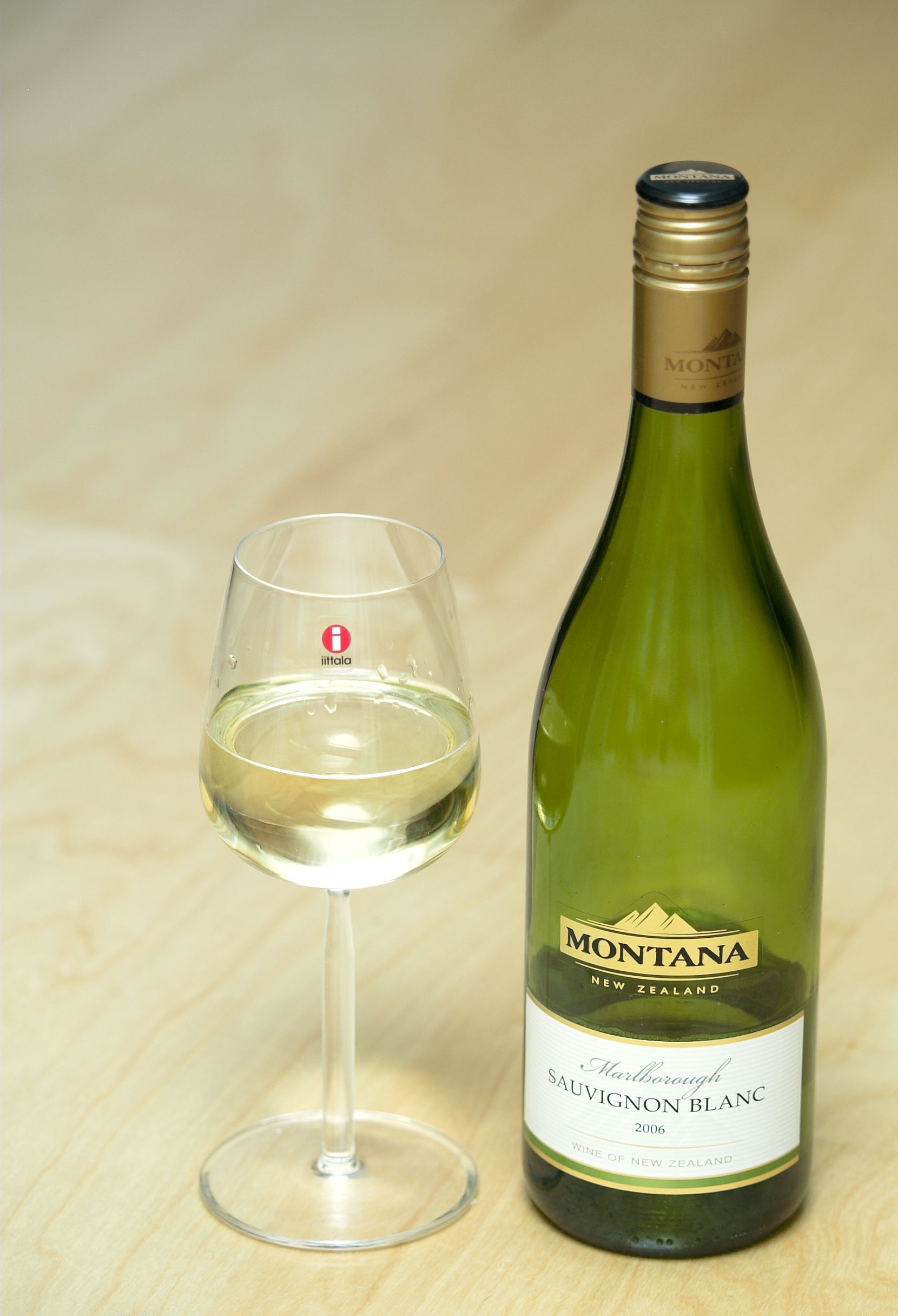
Sauvignon Blanc aus Neuseeland
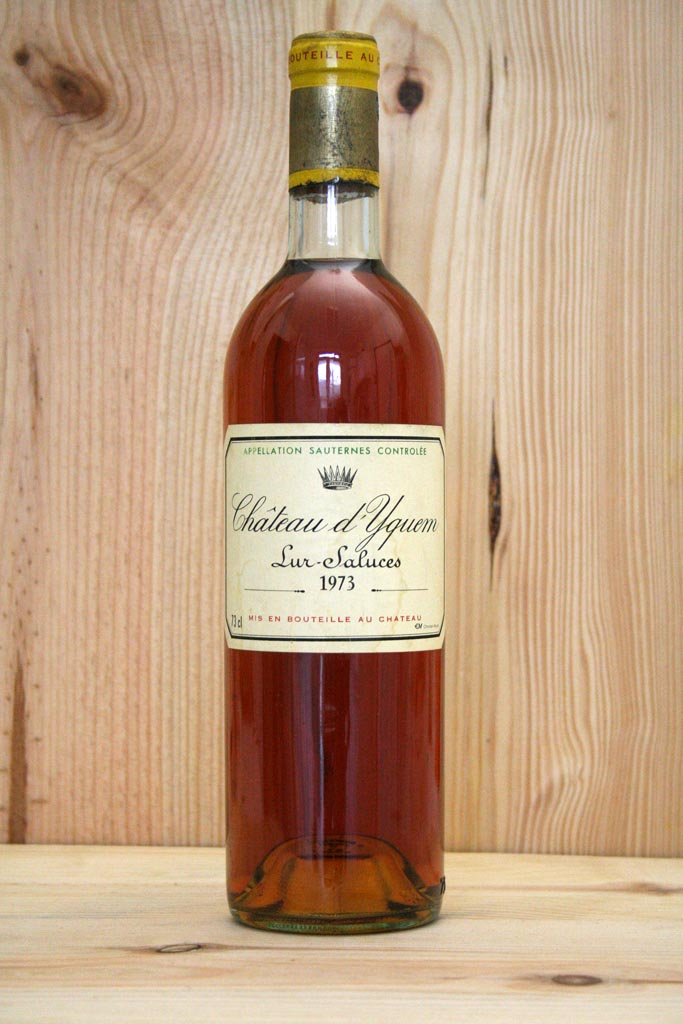
Eine Flasche Château d’Yquem des Jahrgangs 1973
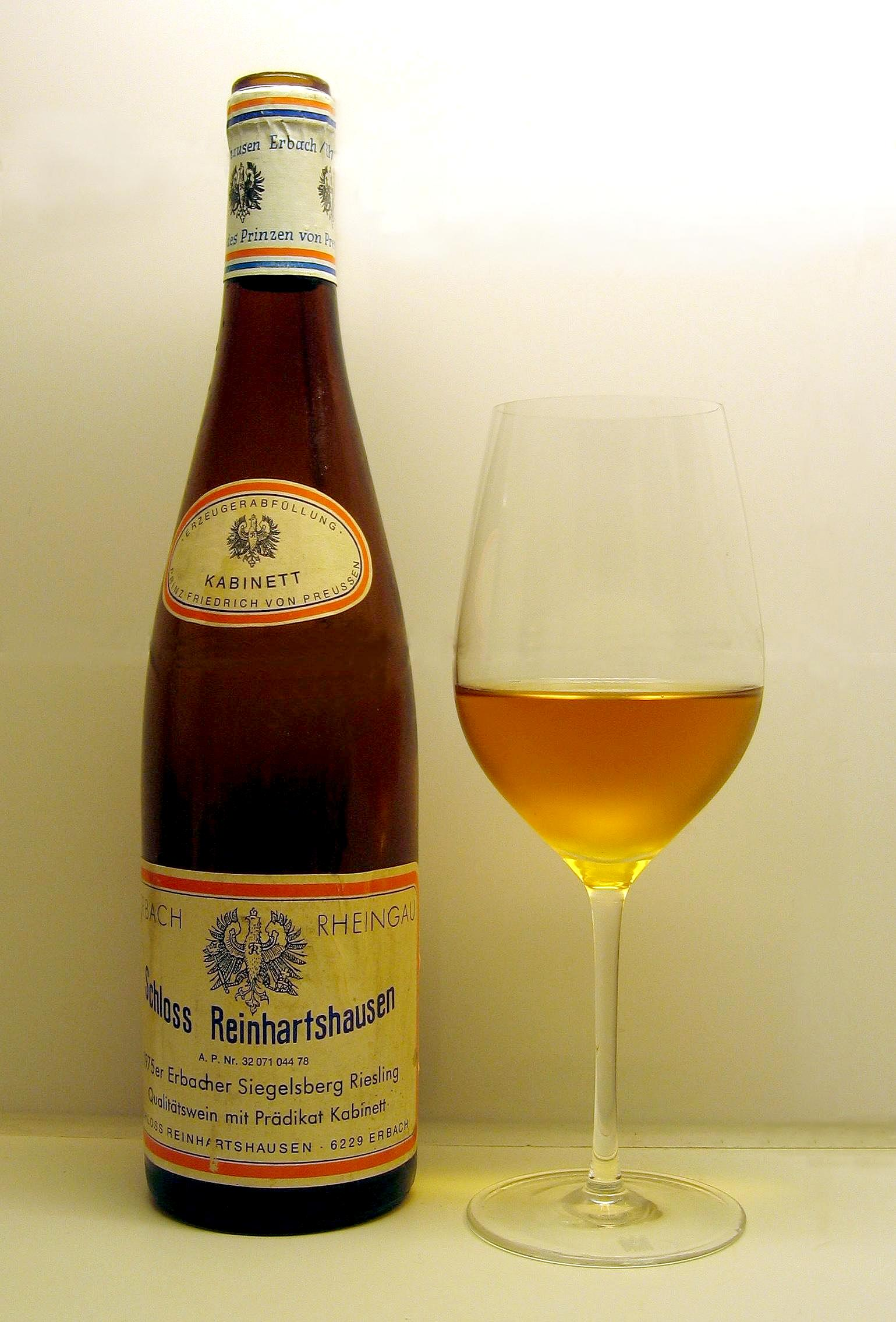
Ein Kabinettwein des Jahrgangs 1975, der durch 32-jährige Flaschenlagerung bernsteinfarben wurde

### Restsüße Weine und Dessertweine
Die Vielfalt restsüßer und edelsüßer Weine ist enorm und reicht von Weißweinen mit einigen Gramm Restzucker (der „dienenden“ Restsüße) bis hin zu nur wenig vergorenen edelsüßen Spitzenweinen mit hohem Mostgewicht wie den Trockenbeerenauslesen oder der Tokajer Essenz. Der hohe natürliche Zuckergehalt stammt dabei ausschließlich von der Weinbeere. Auf Aufzuckerung wird bei Prädikatsweinen generell verzichtet.
Zur Erzielung der hohen Mostgewichte stehen den Winzern diverse Möglichkeiten zur Verfügung:

#### Spätlese
Bei der späten Lese (franz. vendange tardive) verbleiben die Beeren über den Zeitpunkt der phenolischen Reife hinaus am Rebstock. Nach der Erreichung der Vollreife baut die Rebe zwar keinen Zucker mehr auf, aber es kommt zu einer Verdunstung des Wassers aus den Beeren. Daher kommt es zu einer Erhöhung des Mostgewichts. Diese Teilrosinierung am Rebstock kann beschleunigt werden, indem der Stiel des Traubengerüsts leicht gequetscht bzw. geknickt wird. Dadurch wird die Wasser- und Nährstoffzufuhr gebremst oder unterbunden und die natürliche Aufzuckerung beschleunigt. Bei der selten angewandten Praxis der Ringelung (franz. incision annulaire) kommt es ebenfalls zu einer Verschiebung der Stoffflüsse.

#### Strohwein

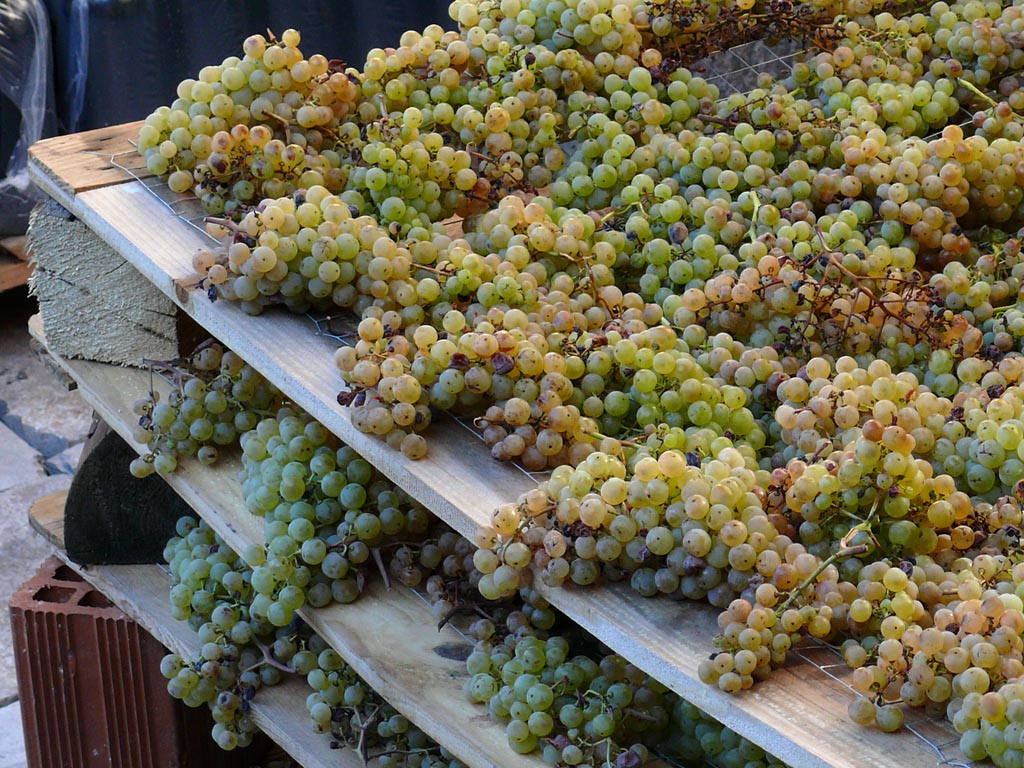
Trocknung der Trauben für den Strohwein

Als Strohwein (franz. vin de paille, ital. passito) bezeichnet man einen Wein, dessen Trauben nach der Lese auf Strohmatten oder Holzgestellen getrocknet wurden, sodass ihr Zuckergehalt infolge der Wasserverdunstung steigt. Erst nach dieser Behandlung werden die Trauben gepresst. Die Trocknungsmethoden sind regional verschieden, meist werden die Trauben jedoch beschattet oder bei gutem Luftdurchzug auf Strohmatten (daher auch der Name Strohwein) oder Holzgestellen aufgelegt und einige Wochen, zuweilen auch einige Monate getrocknet. Das Verfahren ist uralt. Schon im antiken Rom war ein Süßwein mit der Bezeichnung Passum bekannt.

#### Eiswein

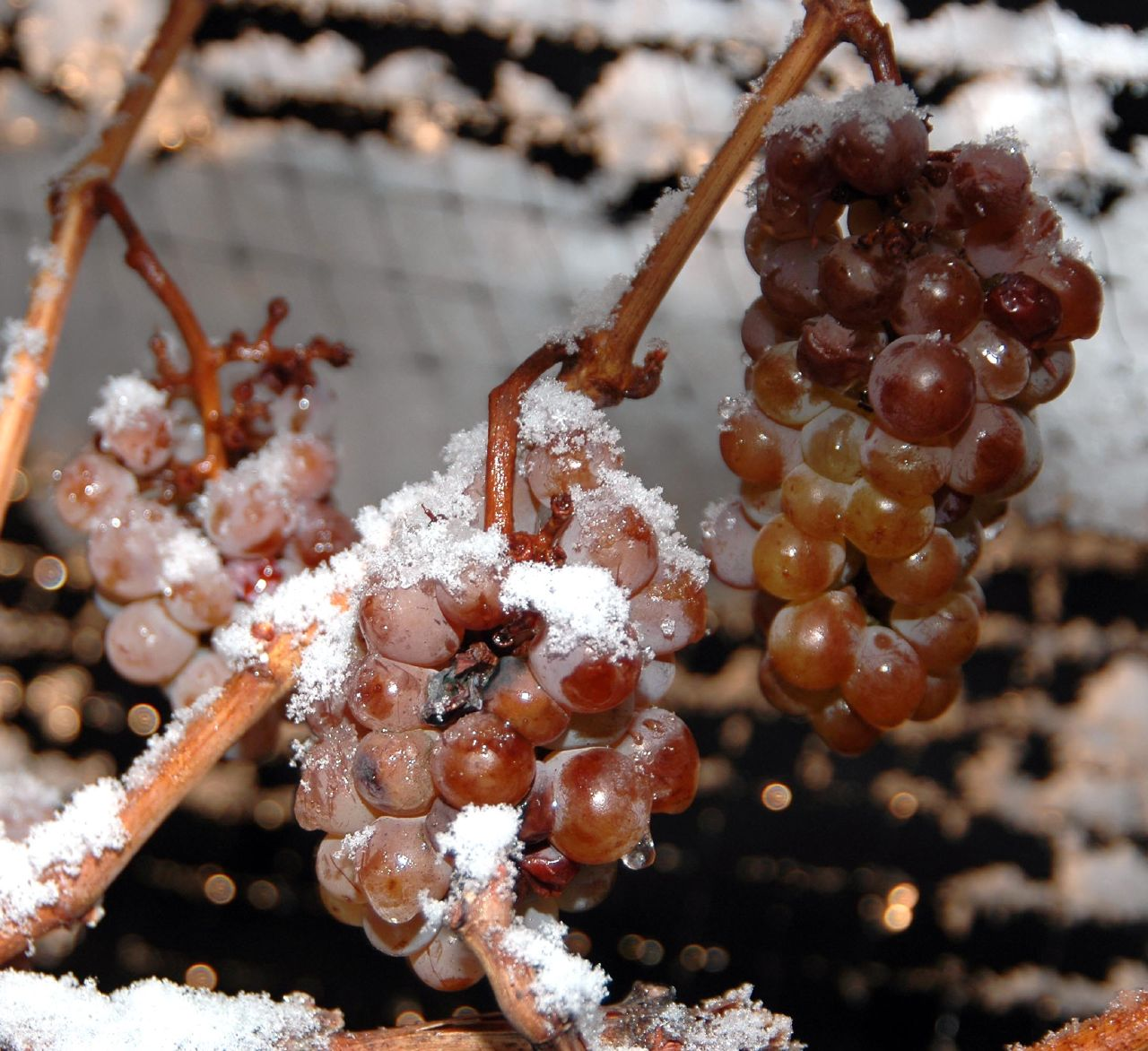
Gefrorenes Lesegut, das zu Eiswein verarbeitet wird.

Durch das Pressen gefrorener Beeren kommt es zu einer Aufkonzentrierung von Zucker und Säure im Saft, da ein Teil des Wassers als Eisstück im Presskuchen verbleibt. Dem Eiswein liegt dieses Prinzip zugrunde. Auf natürliche Weise kann Eiswein ausschließlich in Weinbaugegenden erzeugt werden, bei denen im Winter zuverlässig Temperaturen von −8 °C oder tiefer erreicht werden. In manchen Ländern (beispielsweise Neuseeland) wird eine Art Eiswein auch „künstlich“ hergestellt durch Einfrieren normal geernteter Beeren. Diese Methode ist als Kryoextraktion auch zum Beispiel in Sauternes für hochklassigen edelsüßen Weißwein bekannt – das technische Verlagern des Naturvorganges Frost ins Kühlhaus.

#### Edelfäule

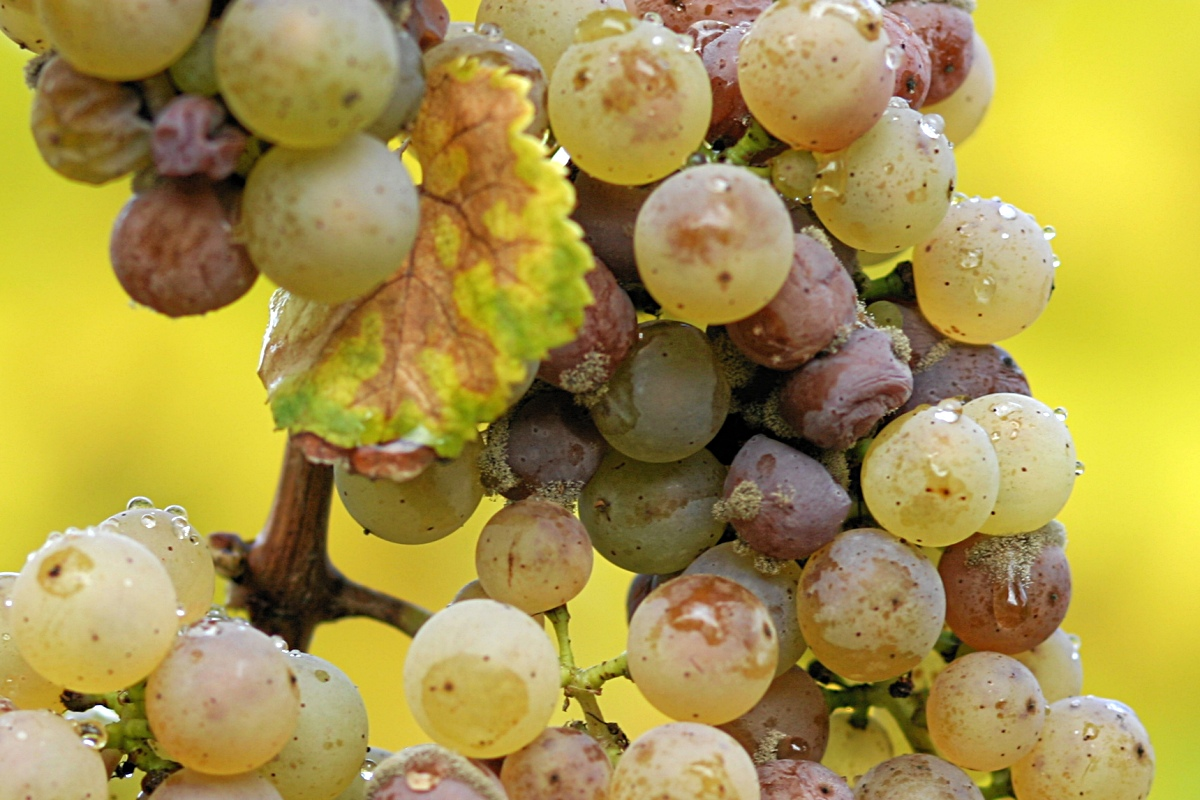
Botrytis cinerea als Edelfäule auf Riesling-Weinbeeren

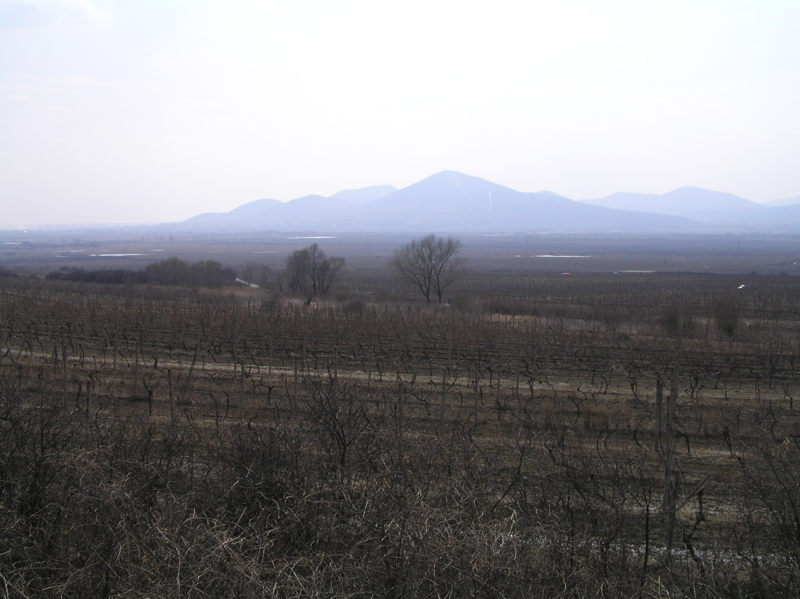
Die hohe Luftfeuchtigkeit begünstigt das Auftreten der Edelfäule

Die Edelfäule (auch Edelreife) nennt man das Auftreten des Schimmelpilzes Botrytis cinerea, auch Grauschimmel genannt, auf den reifen Beeren der Weintraube. Edelfäule bildet sich auf reifen Trauben ab einem Mostgewicht von etwa 80 Grad Oechsle bei warmem Herbstwetter aus. Die nötige Feuchtigkeit zum Wachsen der Edelfäule liefern dann meist Frühnebel, während die Tage noch warm genug sein müssen, um das Trocknen der Beeren zu fördern. Nur wenige Weinbaugegenden zeichnen sich durch ein derartiges Klima aus. Der Schimmelpilz perforiert mit seinen Enzymen die Schalen der Beeren. Dadurch tritt aus den Beeren Feuchtigkeit aus und verdunstet. Darüber hinaus verzehrt der Pilz Zucker, Säuren und Stickstoff. Er verbraucht mehr Säure als Zucker und gibt dabei Stoffwechselprodukte in die Beere ab. Dies führt zu einer weiteren Konzentration des Beerensaftes und zum typischen Edelfäulebukett bzw. Botrytiston.

### Schaumwein
| Land               | in Millionen Flaschen (Quelle) |
| Frankreich         | 480–510                        |
| Deutschland        | 400–430                        |
| Spanien            | 190–220                        |
| Italien            | 180–210                        |
| Russland           | 170–200                        |
| Vereinigte Staaten | 85–110                         |
| Thailand           | 70–80                          |
| Ukraine            | 50–70                          |
| Polen              | 40–54                          |
| Australien         | 40–52                          |

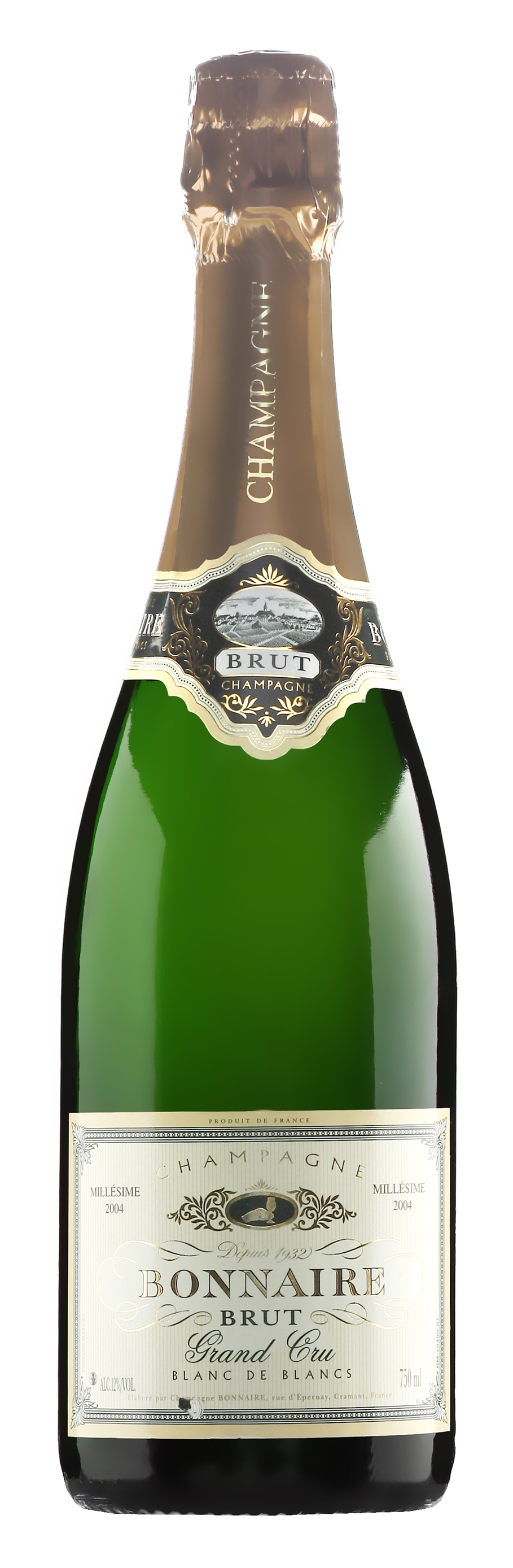
Eine Flasche Schaumwein
Schaumwein, Wein der Festlichkeiten von Peder Severin Krøyer, 1888, Göteborgs konstmuseum.
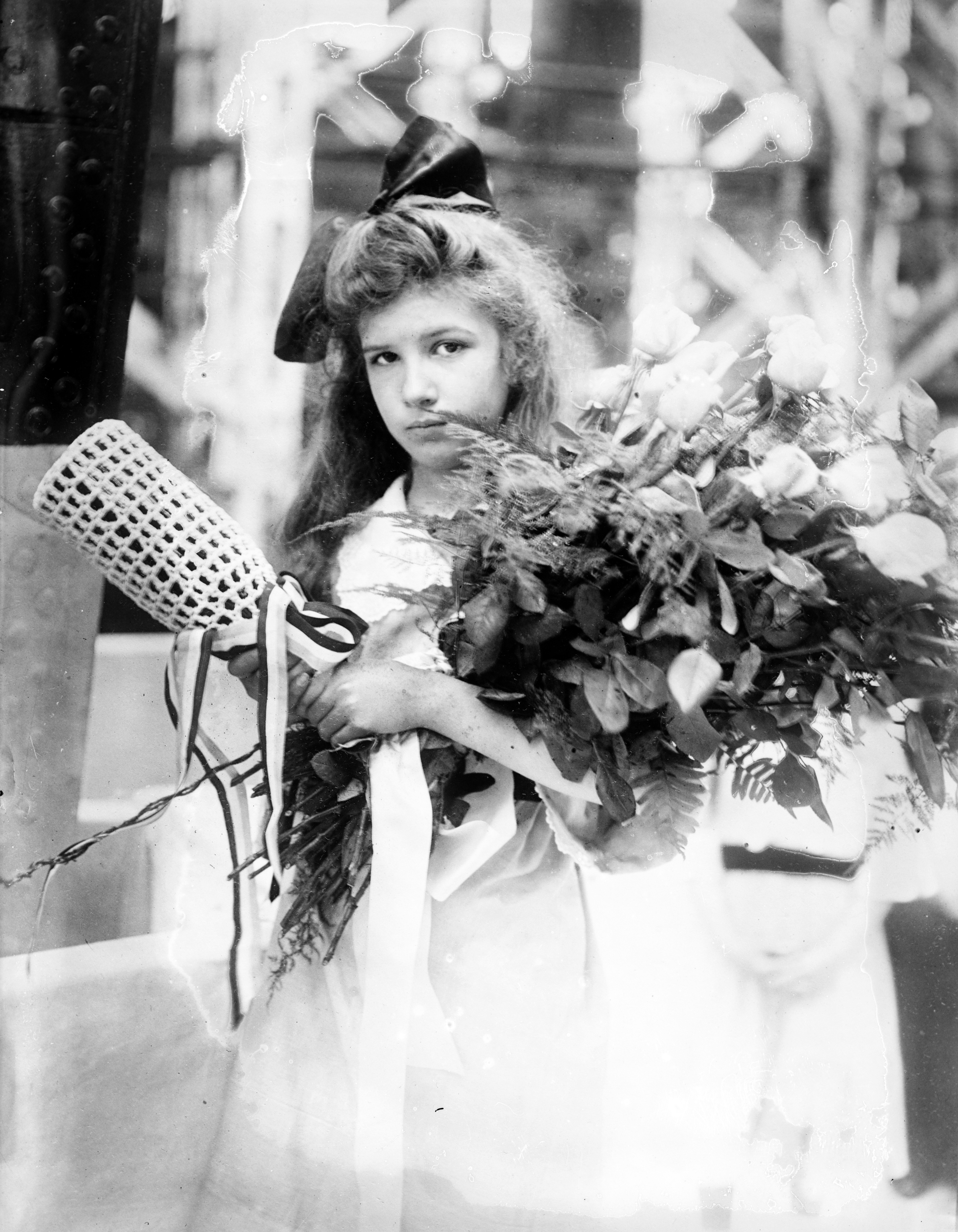
Schiffstaufe der USS Wainwright im Jahr 1915
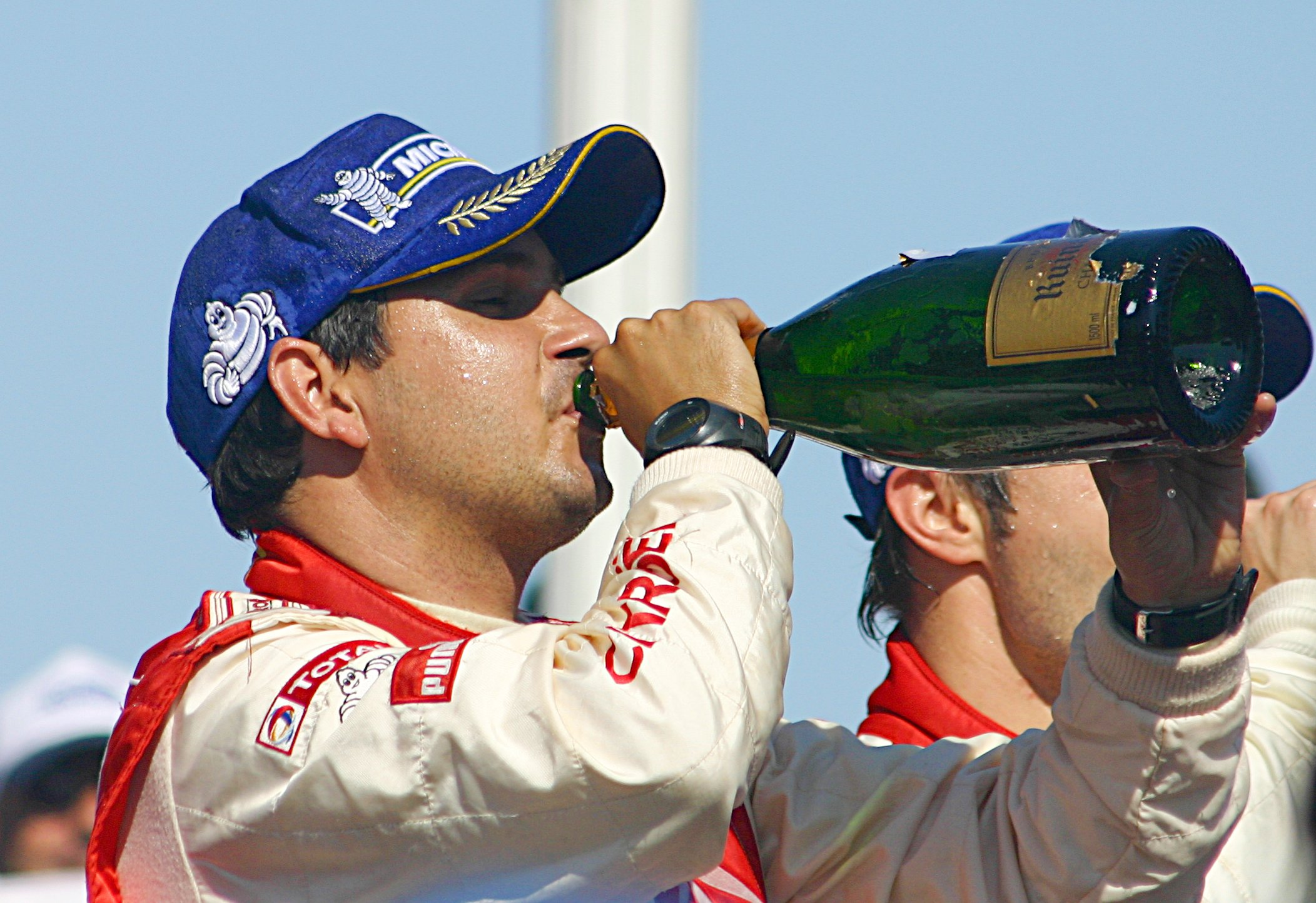
Der Schaumwein als Bestandteil der Siegerehrung (hier im Automobilsport)

## Mischgetränke
Mischgetränke, die Weißwein – oft in wechselnden Anteilen – enthalten, sind z. B. Schorle und Laternmaß.

## Küche
Aus trockenem oder halbtrockenem Weißwein wird Weinschaumsoße zubereitet, die meist zu Süßspeisen gereicht wird. Die Pfälzer Küche verwendet die Soße auch zu pikanteren Gerichten, z. B. zu leicht salzigen Dampfnudeln. In der italienischen Küche werden herzhafte Gerichte teilweise mit Weißwein abgelöscht, beispielsweise Risotto.

## Gesundheit
Histamin im Wein kann bei empfindlichen Personen mit Histaminintoleranz zu gesundheitlichen Reaktionen wie Kopfschmerzen, Flush (Hautrötung) oder Kreislaufproblemen führen. Im Vergleich zu Rotwein hat Weißwein jedoch einen deutlich niedrigeren Gehalt an Histamin. Der relativ geringe Säuregehalt von Rotweinen aus warmen Weinbaugebieten begünstigt hohe Histaminbildung, während sehr saure Weißweine mitunter praktisch kein Histamin enthalten.

## Trivia
Die älteste intakte Weißweinflasche der Welt ist ein Würzburger Steinwein des Jahrgangs 1540, die im Würzburger Bürgerspital aufbewahrt wird. Eine weitere Flasche Steinwein dieses Jahrgangs, der als bester des vergangenen Jahrtausends gilt, wurde 1961 geöffnet und ist damit die älteste Flasche Weißwein, die je getrunken wurde.
2024 wurde im spanischen Carmona eine mit Weißwein gefüllte Urne entdeckt, in der sich auch menschliche Überreste befanden. Dieser etwa 2000 Jahre alte römische Wein gilt als der älteste flüssige Wein der Welt.